# プログレスM-19M
プログレスM-19M (ロシア語: Прогресс М-19М)はロシア連邦宇宙局が2013年に国際宇宙ステーション(ISS)の補給のために打ち上げたプログレス補給船。NASAやJAXAではプログレス51、51P等とも称する。プログレス改良型としては19機目であり、シリアル番号は419番であった。プログレスM-19MはM-16MからM-18Mまでの3回で利用された急速会合方式ではなく、2日間かけてISSとランデブーする方式で打ち上げられた。

## 搭載貨物
プログレスM-19Mは365kgの燃料、50kgの酸素など空気410kgの水などを搭載しており、1540kgのスペアパーツ、科学実験物品、その他の補給品などが搭載されていた。

## 運用

### 打ち上げ
プログレスM-19Mは2013年4月24日10時12分にカザフスタンのバイコヌール宇宙基地1/5発射台からソユーズ-Uで打ち上げられた。
軌道への投入は成功し、プログレスは計画通りソーラーアレイを展開した。しかし、クルスドッキングシステムのドッキングと接近に利用するアンテナ1基について予定時刻での展開に失敗した。

### ドッキング

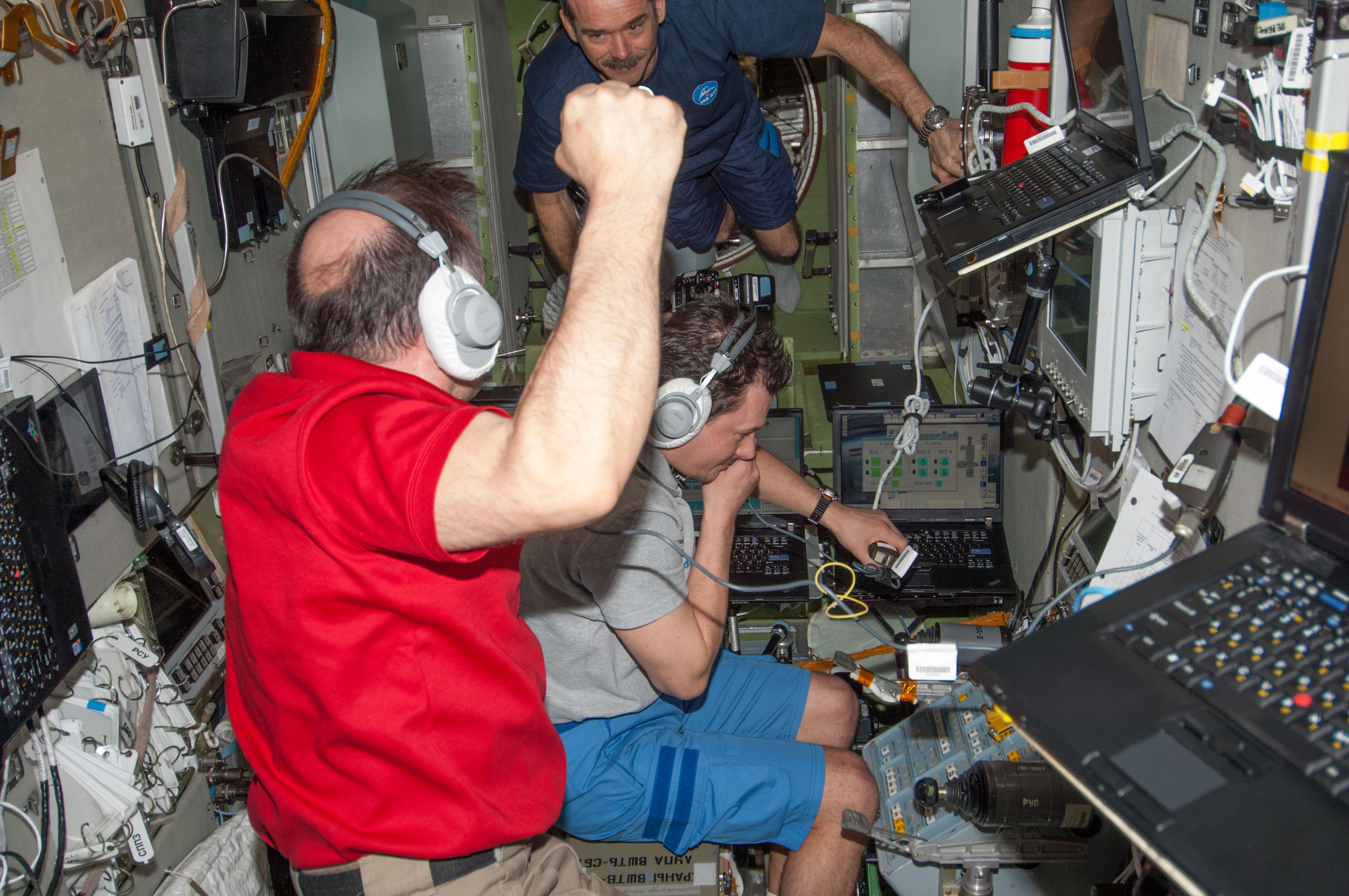
プログレスM-19Mの無事のドッキングを祝うヴィノグラドフ、ハドフィールド、ロマン・ロマネンコ

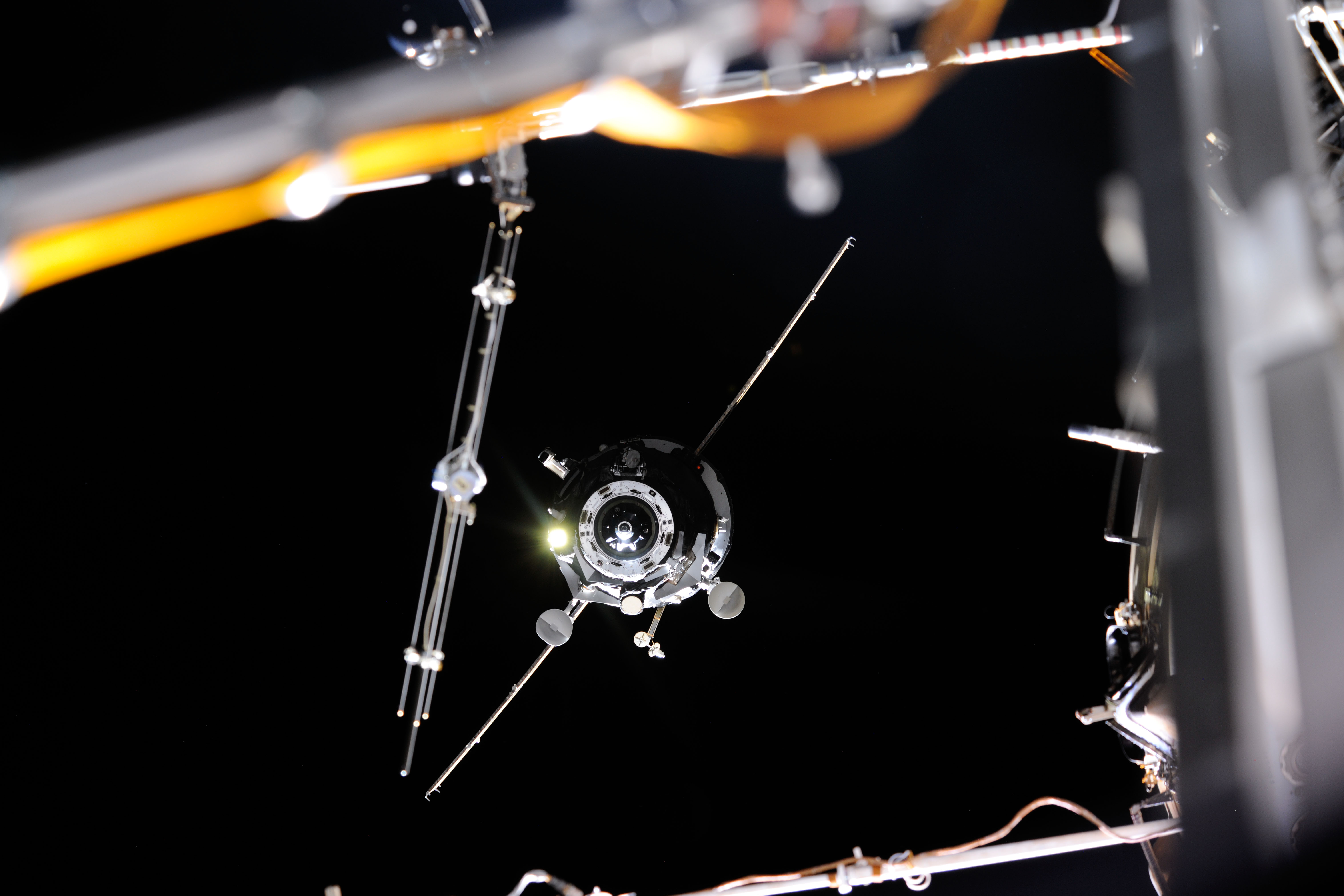
ドッキング部から離れるプログレスM-19M、2013年6月11日

プログレスM-19Mは4月26日12時25分(UTC)にISSのズヴェズダへのソフトドッキングを達成し、12時34分にはしっかりと結合した。
クルスアンテナの1基の展開の失敗で、ロシアの管制室からクルスの接近に制限を無視するソフトウェアのパッチが転送された。また、クルスの失敗の場合に備えて、ロマン・ロマネンコ、パーヴェル・ヴィノグラドフの二名によって手動のTORUシステムの操作も準備された。自動ランデブーとドッキング操作の手順の最後ではISSとプログレスに搭載されたクルスシステムが利用され、ISSのカメラを通して技術者にアンテナの良い映像を与えるためドッキング速度は普段よりも遅かった。ドッキング中、ISSとプログレスM-19Mはカザフスタン中国国境上空420kmほどの位置を飛行していた。
第35次長期滞在の乗組員は後日プログレスのハッチを空けて中に入っている。

### ドッキング解除後
プログレスM-19Mは2013年6月11日にズヴェズダからドッキングを解除し、ドッキング解除によって次に予定される欧州宇宙機関のATV-4 アルベルト・アインシュタインのためにドッキング部を開けることとなった。
M-19Mはドッキング解除後に独自の軌道に投入され、1週間のレーダープログレス実験が行われた。レーダープログレス実験の目的は以前のプログレスで行われたものと同じく、エンジン噴射に起因する宇宙船の周囲の電離層環境の密度、大きさ、反射率の調査であった。実験中M-19Mはイルクーツクのロシア科学アカデミーシベリア支部の太陽地球物理学研究所によって追跡された。
レーダープログレス実験終了後、プログレスM-19Mは6月19日13時53分(UTC)にRTDU-80主推進システムのS5.80エンジンで軌道離脱噴射を行った。M-19Mは大気圏に再突入を行って破壊され、14時40分(UTC)頃太平洋に没した。